# Bernhard Temming
Bernhard Temming (* 1. Dezember 1902 in Bielefeld; † 21. Februar 1986 in Dortmund) war ein deutscher Schriftsetzer, Drucker und Grafiker.

## Leben
Bernhard Temming wurde am 1. Dezember 1902 in Bielefeld geboren. Der Vater († 1939) war Lithograf in Bielefeld, die Mutter († 1941) Hausfrau. Bernhard Temming hatte vier Geschwister: Willi, Ernst, Grete und Eleonore Temming. Im Alter von 14 Jahren begann er eine Lehre als Schriftsetzer, danach ging er auf Wanderschaft. Temming wandte sich früh den Freidenkern und der Kommunistischen Partei Deutschlands (KPD) zu. Beim Plakatmalen für die Agitprop-Arbeit lernte er die Schriftstellerin Charlotte Herz kennen, die er im Jahr 1929 in Berlin heiratete. Das Paar zog nach Dortmund, wo Bernhard Temming 40 Jahre lang bei der Großdruckerei Crüwell arbeitete. Gemeinsam mit seiner Frau hatte er einen Sohn, den Schriftsteller und Producer Rolf L. Temming (1930–2019).
Im Januar 1931 wurde die Dortmunder Ortsgruppe des Bunds proletarisch-revolutionärer Schriftsteller gegründet, der sich Temming anschloss. Dort lernte er Paul Polte kennen, mit dem ihn zeitlebens eine Freundschaft verband. Nach der „Machtergreifung“ der Nationalsozialisten wurde Temming die Aufnahme in die Reichskulturkammer verweigert, seine Anstellung als Schriftsetzer verhinderte aber die Einziehung zum Kriegsdienst. Er wurde bedrängt sich von seiner Frau scheiden zu lassen, was er jedoch verweigerte. Als KPD-Mitglied und „jüdisch Versippter“ wurde er zum Sonderkommando J „sonderdienstverpflichtet“ und kam im Oktober 1944 in ein Lager der Organisation Todt in Kassel, wo er bis zum Kriegsende blieb.
Nach Kriegsende beteiligte er sich am Wiederaufbau der KPD. Er engagierte sich außerdem bei den Naturfreunden und der Druckergewerkschaft.
Bernhard Temming starb am 21. Februar 1986 im Alter von 83 Jahren in Dortmund.

## Leistungen
Bernhard Temming hatte sich als Jugendlicher für die Werke von Ernst Toller und die Zeichnungen von Käthe Kollwitz und George Grosz interessiert. Prägenden Einfluss hatten die Holz- und Linolschnitte von Frans Masereel.
Nach seiner Ausbildung zum Schriftsetzer besuchte er Anfang der 1920er Jahre die Handwerker- und Kunstgewerbeschule Bielefeld. Er wurde Mitglied der Freien Vereinigung der Grafiker Berlin und zeigte erstmals Mitte der 1920er Jahre bei Ausstellungen in Münster, Lübeck, Lyon und Leipzig seine Arbeiten. Zwischen 1929 und 1933 entstanden Linolschnitte mit Motiven der Dortmunder Industrielandschaft. Ab 1931 veröffentlicht er Einzelblatt-Drucke unter dem Titel Blätter proletarischer Dichter und Zeichner des Ruhrgebiets. Nach dem Zweiten Weltkrieg gründete er gemeinsam mit dem Vagabundenmaler Hans Tombrock die Vereinigung Kunst und Volk im Ruhrgebiet. An Tombrocks Kunstschule war er auch als Dozent tätig. In den 1960er Jahren gab er die Tendenz-Drucke heraus, in denen er die Texte Paul Poltes mit seinen Drucken illustrierte. Daneben wandte er sich der Landschaftsdarstellung in Aquarellen und Linolschnitten zu. In den 1970er Jahren wurde er Mitglied im Werkkreis Literatur der Arbeitswelt und veröffentlichte in dessen Publikationen einige seiner Arbeiten.
Neben der bildenden Kunst war Bernhard Temming auch Darsteller im politischen Kabarett der Gruppe Henkelmann, dem auch seine Frau und Paul Polte angehörten.

## Sonstiges
Sein Nachlass befindet sich im Fritz-Hüser-Institut für Literatur und Kultur der Arbeitswelt in Dortmund.